# Рањено срце (ТВ серија из 2010)
Рањено срце (тур. Gönülçelen) турска је телевизијска серија, снимана 2010. и 2011.
У Србији је 2018. приказивана на телевизији Хепи.

## Синопсис
Хасрет је млада девојка из Истанбула која за живот зарађује продајући цвеће и певајући у локалном бенду. У њен живот улази Мурат, цењени професор који је у потрази за талентима. Када је први пут чуо њен глас, знао је да такав таленат не сме бити протраћен, те се одлучује да уведе Хасрет у свет музике, откривајући јој најскривеније тајне музике. Тако ће се Хасрет наћи на дугом путу на коме ће постати дама...

## Сезоне
| Сезона | Сезона | Број епизода | Приказивање у Турској               | Приказивање у Србији                |
| ------ | ------ | ------------ | ----------------------------------- | ----------------------------------- |
|        | 1      | 16 (1 — 16)  | 26. фебруар 2010 — 18. јун 2010. () | 5. март 2018 — 8. март 2018. (Хепи) |
|        | 2      | 40 (17 — 56) | 20. август 2010 — 24. јун 2011. ()  | /                                   |

## Улоге
| Глумац:               | Улога:          |
| --------------------- | --------------- |
| Туба Бујукустун       | Хасрет          |
| Џансел Елчин          | Мурат Тунали    |
| Умут Курт             | Џихан           |
| Онур Сајлак           | Левент Јилдирим |
| Гунај Караџаоглу      | Гулназ Шимшир   |
| Јасемин Чонка         | Накије          |
| Ајда Аксел            | Несрин          |
| Илхан Шешен           | Етхем           |
| Бегум Кутук Јашароглу | Џерен           |
| Ајше Шуле Билгич      | Берин           |
| Надир Сарибаџак       | Кобра           |
| Еврим Аласја          | Балчичек        |
| Туна Орхан            | Бекир           |
| Хулија Дујар          | Кадрије         |
| Арзу Гамзе Килинч     | Саиме           |
| Џан Кахраман          | Давут           |
| Ојку Челик            | Назар           |
| Унал Силвер           | Бурхан          |
| Дилшад Челеби         | Селин Бахар     |
| Емин Онал             | Џафер           |
| Хасан Сај             | Кадир           |
| Емрулах Оруклу        | Хасан           |
| Вејси Оздемир         | Вејси           |